# Gustav Storm
Gustav Storm, född 18 juni 1845, död 3 februari 1903, var en norsk historiker med inriktning på vikingatiden och medeltiden. Han var bror till Johan Frederik Breda och Oscar Wilhelm Eugen Storm, kusin till Vilhelm Ferdinand Johan och Martin Luther Storm. 
Storm var professor i Kristiania från 1877. Han var strängt källkritisk och anses ha lagt en vetenskaplig grund för kunskap om "sagatiden". Han var den förste redaktören för "Arkiv för nordisk filologi" (1883–1888).